# Clara von Simson
Pour les articles homonymes, voir Simson.
Clara von Simson (4 octobre 1897 - 26 janvier 1983) est une physicienne, féministe, femme politique allemande (FDP) et membre de la Chambre des députés de Berlin. 

## Enfance et formation
Clara von Simson naît le 4 octobre 1897 à Rome. Elle est la fille de Georg von Simson, banquier berlinois, et arrière-petite-fille du président temporaire du Parlement de Francfort en 1848-1849, Eduard von Simson. Elle passe son enfance et son adolescence à la « Haus Seehof » de Caputh, sur Schwielowsee, près de Berlin.  
Dans sa famille, une grande importance est donnée à l'éducation. Clara von Simson joue du piano, parle anglais, français et italien. Elle fréquente une école privée, une école supérieure pour jeunes filles, un collège anglais et passe son Abitur en 1918. Elle étudie brièvement les mathématiques et la physique à Heidelberg puis la physique et la chimie à l'université Friedrich Wilhelm de Berlin de 1918 à 1923. En 1923, elle obtient son doctorat dans le domaine de la physique expérimentale sur les recherches de la structure des rayons X.  Elle termine sa thèse, intitulée Röntgen-Untersuchung an Amalgamen, sous la supervision de Franz Simon, Max von Laue et Max Bodenstein.  

## Carrière
De 1927 à 1930, elle est assistante à l'Institut de chimie physique de Berlin. En avril 1931, elle devient professeur temporaire de mathématiques et de physique à l'Académie pédagogique de Dortmund, mais démissionne et devient professeur particulier. Considérée comme d'origine juive, les national-socialistes entravent sa carrière et lui interdisent d'assister au colloque de physique de 1935. Elle est obligée de vivre de traductions et est soutenue par son ami et mentor Max von Laue, un physicien allemand futur prix Nobel. De 1939 à 1945, elle travaille pour le Bureau Wüsthoff des conseils en brevets à Berlin et subit des persécutions politiques et raciales. 
En 1945, elle peut à nouveau travailler à l'université technique de Berlin et devient ingénieure principale en thermodynamique et en chimie à la chaire de chimie inorganique. Elle est la première femme a y être habilitée en 1951 en physique (conductivité thermique du chlorure d'ammonium). En 1949-1950, elle rend visite à son ancien directeur de doctorat Franz Simon pour un séjour de recherche à Oxford. En 1952, elle devient directrice de l'Association Lette, qui se consacre à l'éducation et la promotion de l'employabilité des femmes. Elle y reste jusqu'en 1963.

## Politique
En 1948, Clara von Simson devient membre du Parti libéral-démocrate. Elle est membre de la Chambre des députés de Berlin de 1963 à 1971, où elle se bat pour l'égalité hommes-femmes. Elle y est membre des commissions des sciences, des arts et de l'éducation. De 1958 à 1977, elle est membre puis présidente du conseil d'administration de la fondation Friedrich-Naumann. Avec Agnes von Zahn-Harnack, Gertrud Bäumer, Elly Heuss-Knapp et Marie-Elisabeth Lüders, elle proteste contre les armes nucléaires. 
Elle est nommée sénatrice honoraire de l'université technique de Berlin en 1966 et citoyenne d'honneur de la ville de Berlin en 1973. En 1967, elle reçoit la croix du Mérite de la République fédérale d'Allemagne puis, en 1978, la grande croix fédérale du mérite. 
Elle meurt à Berlin le 26 janvier 1983.
En son hommage, le prix Clara von Simson est décerné par l'université technique de Berlin pour les meilleures thèses d'étudiantes, en particulier en sciences naturelles et techniques. Une rue de Berlin-Charlottenburg, dans le Spreebogen, porte son nom.  
Les archives de Clara von Simson sont conservées à la fondation Friedrich-Naumann à Gummersbach . 

## Publications
- Röntgen-Untersuchungen an Amalgamen (thèse de doctorat, Berlin, 1923)
- von Simson, « Röntgenuntersuchungen an Amalgamen », Zeitschrift für Physikalische Chemie, vol. 109U, no 1,‎ 1924, p. 183–198 (ISSN 0942-9352, DOI 10.1515/zpch-1924-10916)
- (de) Simon et von Simson, « Die Kristallstruktur des Chlorwasserstoffs », Zeitschrift für Physik, vol. 21, no 1,‎ 1er décembre 1924, p. 168–177 (ISSN 0044-3328, DOI 10.1007/BF01328260)
- (de) Simon et von Simson, « Die Kristallstruktur des Argons », Zeitschrift für Physik, vol. 25, no 1,‎ 1er décembre 1924, p. 160–164 (ISSN 0044-3328, DOI 10.1007/BF01327517)
- E. Verständig, Clara von Simson et G. Menzer, Stereoscopic drawings of crystal structures, Julius Springer, 1926 (lire en ligne)
- Otto Sackur et Cl. von Simson, Lehrbuch der Thermochemie und Thermodynamik, Berlin, 2, 1928 (ISBN 9783642913129, lire en ligne)